# Anton Proksch
Anton Proksch, někdy také počeštěně Antonín Prokš (4. října 1804, Liberec – 17. května 1866 tamtéž) byl český německy hovořící hudebník, varhaník, hudební pedagog, skladatel a výrobce klavírů. Pocházel z libereckého rodu Prokschů.

## Život a činnost

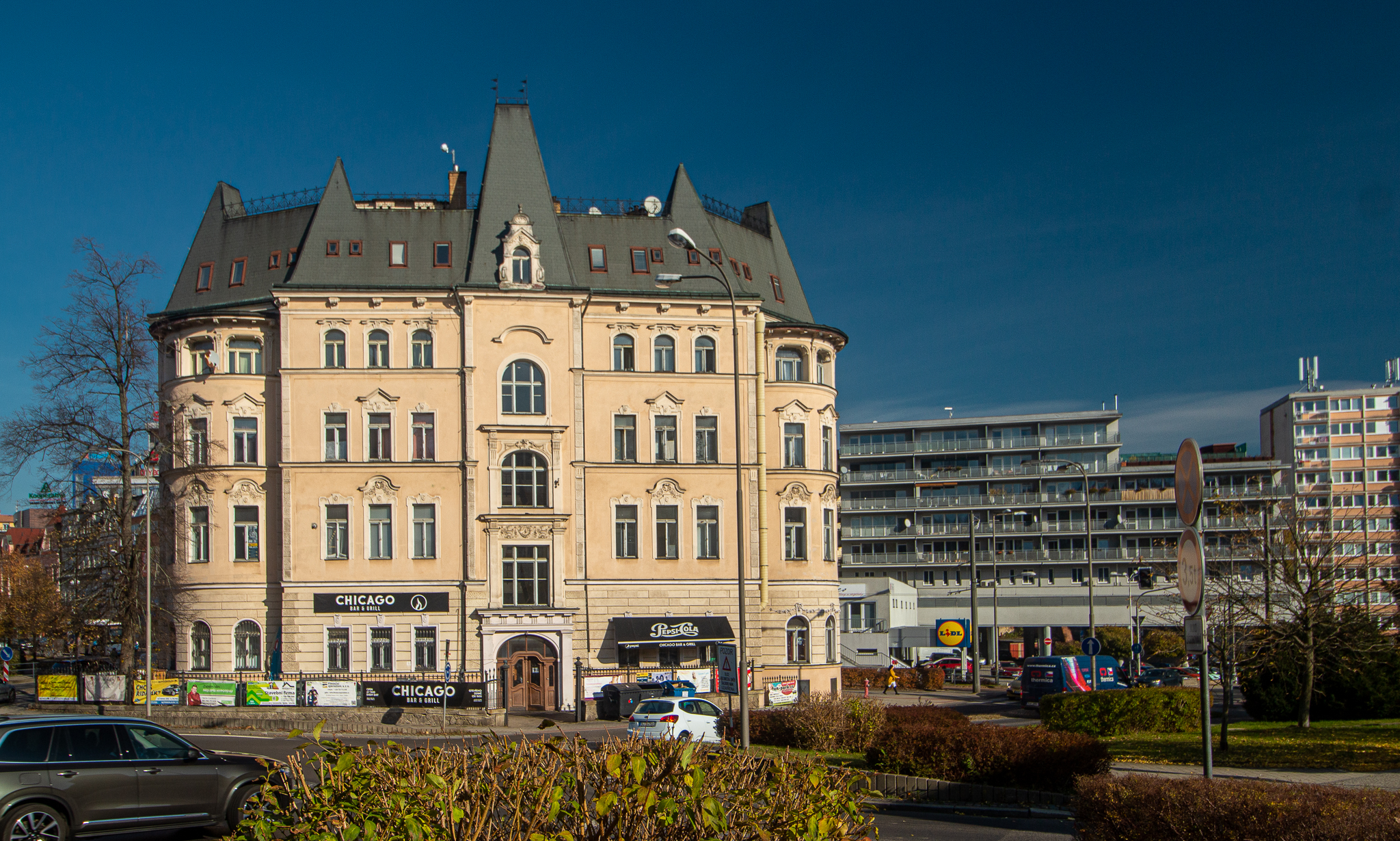
Anenský dvůr

Anton své první hudební vzdělání získal u otce a bratra Josefa (1749-1864), který byl znám jako vynikající hudebník a hudební pedagog, který si v Liberci otevřel hudební školu.
V roce 1825 se Anton stal učitelem hry na klavír na rodinné hudební škole v Liberci, stejně jako jeho sestra Anna. Poté, co bratr Josef roku 1830 odešel do Prahy, kde si založil vlastní hudební školu, vedl Anton libereckou školu sám. Kromě toho působil jako varhaník v rodném městě.
V roce 1858 založil obchod s klavíry a později se sám zabýval výrobou klavírů a pianin. V liberecké Lípové ulici měl svou dílnu, kterou od roku 1877 přeměnil na továrnu. Jeho syn Josef zásadně rozšířil výrobu a zakoupil pozemek po starém špitálu v blízkosti někdejší zemské cesty, v místě, kde procházela přes Harcovský potok. Na něm roku 1890 nechal postavit reprezentativní dům s prodejním sálem hudebních nástrojů v přízemí. Autorem projektu byl vídeňský architekt Franz von Neumann (autora liberecké radnice). Proksch dům pojmenoval Annahof (Anenský dvůr) na počest své tety Anny Finkové, znamenité vídeňské klavíristky.
Jeho bratr Josef, vynikající hudebník a hudební pedagog, ovládal hru na několik nástrojů. Mezi jeho žáky patřil například Bedřich Smetana. Měl dceru Marii (1836-1900), která se později proslavila jako skvělá klavíristka a hudební skladatelka, po jeho smrti v roce 1864 vedla jeho hudební školu v Praze.
Anton Proksch zemřel 17. května 1866 v rodném Liberci.

## Dílo
Anton Proksch byl autorem několika orchestrálních skladeb, klavírní a varhanní hudby, chrámové hudby a písní.